# 佐々輝子
佐々 輝子（さっさ てるこ、? - 寛永7年（1630年））は、安土桃山時代から江戸時代にかけての女性。父は佐々成政。号は岳星院。

## 経歴
はじめ従兄弟の佐々清蔵に嫁ぎ、五郎四郎を儲けるも、本能寺の変で清蔵と死別し、実家に戻る。
後に関白鷹司信房の継室となり、鷹司信尚、鷹司孝子（徳川家光正室）など7人の子供を儲けた。